# Zvonice (Rousínov)
Zvonice se sochou svatého Jana Nepomuckého stojí v Rousínově na návsi části Slavíkovice v okrese Vyškov a je kulturní památkou.

## Historie
Drobná pozdně barokní zvonice byla postavena na návsi Slavíkovic. Ve zvoničce stojí socha svatého Jana Nepomuckého z roku 1778. V prvním desetiletí 21. století byla zvonička opravena.

## Popis

### Zvonice
Zvonice je samostatně stojící barokní zděná omítaná stavba postavena na půdorysu čtverce. V každé straně je zvonice otevřená otvory, které jsou půlkruhově zaklenuté a uzavřené brankami. Zdi jsou hladce omítané. Nad záklenky obíhá jednoduše profilovaná římsa a zvonice je ukončena hlavní římsa. Stanová střecha nese čtyřbokou lucernu se zvonem ukončenou makovicí a křížem.

### Socha svatého Jana Nepomuckého
Uprostřed zvonice stojí barokní socha svatého Jana Nepomuckého v životní velikosti. Hranolový podstavec přechází do nahoru zužujícího se soklu, který je ukončen římsou. Nad římsou na podnoži je vyryta datace 1778. Na podnoži stojí světec v esovitém pohybu oděn v kanovnickém rouchu s biretem na hlavě. V mírně pokrčené pravici drží kříž s korpusem. Levou rukou přidržuje břevno kříže a mučednickou ratolest. Kolem hlavy, která je nakloněna k levému rameni, má svatozář v podobě obroučky s pěti hvězdami.